# Мистер Олимпия 2003
Мистер Олимпия 2003 — самое значимое международное соревнование по культуризму, проводимое под эгидой Международной федерации бодибилдинга (англ. International Federation of Bodybuilding, IFBB). Соревнования проходили 25 октября 2003 года в Лас Вегасе, США. Это был тридцать девятый по счету турнир «Мистер Олимпия». Свой шестой титул завоевал Ронни Колеман (США). Второе место занял Джей Катлер, третье - Декстер Джексон. Призовой фонд составил 381 тыс. долларов, победитель получил 110 тыс. долларов, за второе место - 75 тыс., за третье - 50 тыс. долларов.

## История соревнования

### Таблица
- Место	Участник	№	Вес	Страна	1	2	3	Финал	Всего	Награда

1	Ронни Колеман	4	130 кг	США	5	5	5	5	20	110 000
2	Джей Катлер	3	118 кг	США	10	10	10	10	40	75 000
3	Декстер Джексон	9	100 кг	США	16	15	15	16	62	50 000
4	Деннис Джеймс	8	 	Германия	19	20	21	20	80	40 000
5	Гюнтер Шлиркамп	16	130 кг	Германия	25	25	23	25	98	30 000
6	Кевин Леврон	13	 	США	30	30	30	30	120	25 000
7	Даррем Чарльз	5	 	Тринидад и Тобаго	35	40	39	35	149	15 000
8	Трой Альвес	14	 	США	41	36	37	35	149	14 000
9	Мелвин Энтони	17	 	США	45	41	39	35	160	12 000
10	Эрни Тейлор	1	 	Англия	53	50	51	35	189	10 000
11	Джонни Джексон	10	 	США	53	58	55	35	201	5 000
12	Родней Клод	11	 	США	58	64	60	35	217	4 000
13	Арт Атвуд	6	 	США	68	60	65	35	228	2 000
14	Клод Гроулкс	2	 	Канада	72	73	69	35	249	2 000
15	Ли Прист	7	 	Австралия	71	77	75	35	258	2 000
16	Джонатан Дави	12	 	Австралия	80	75	76	35	266	2 000